# Tuberkel

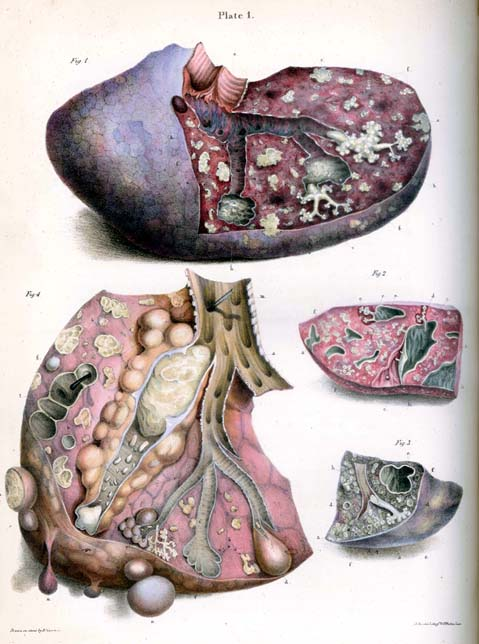
Zeichnung eines Schnitts durch Lungengewebe mit Tuberkeln (links unten)

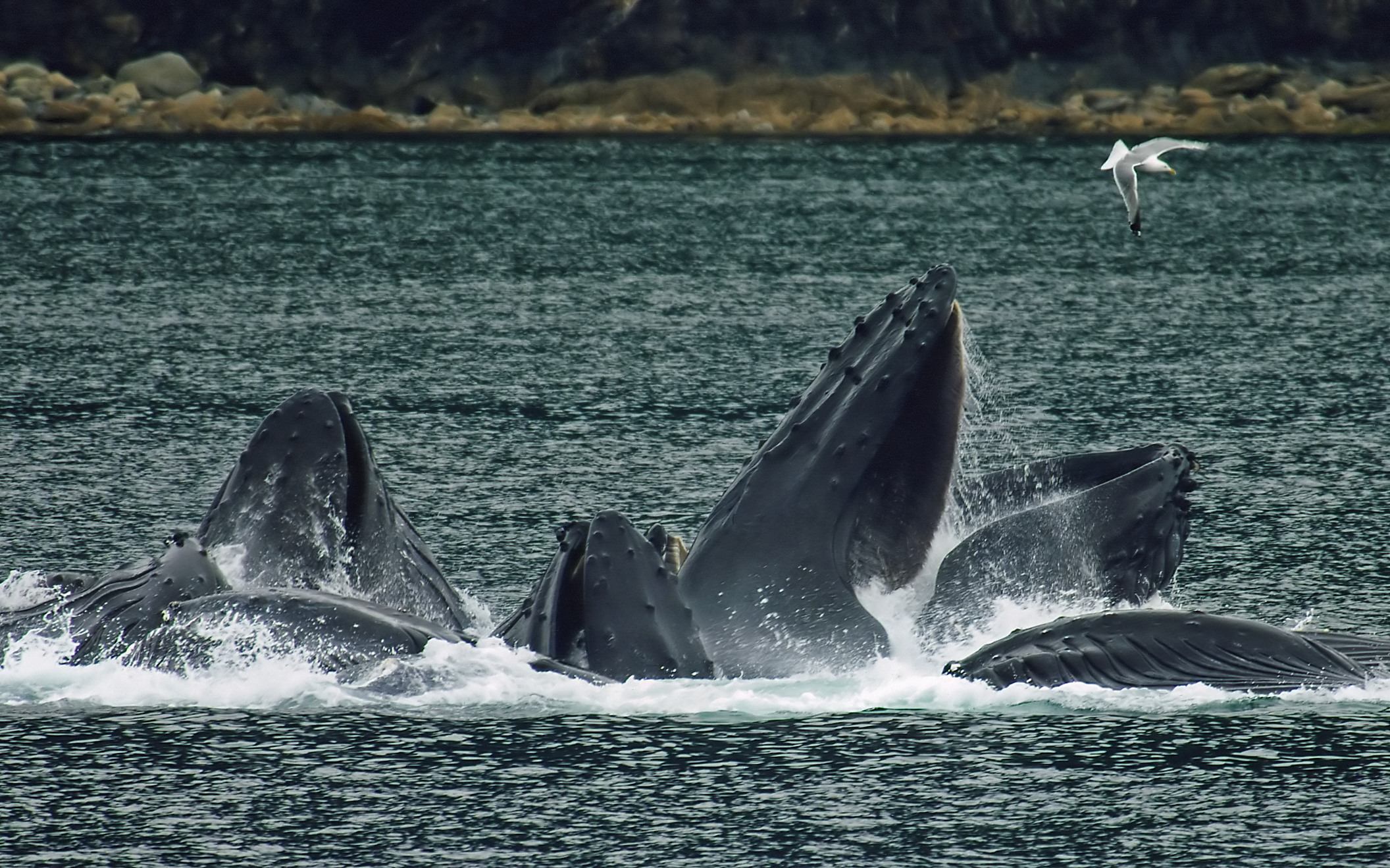
Buckelwale mit Tuberkeln an den Flossen

Ein Tuberkel ist in der Medizin und der Anatomie ein kleiner Höcker bzw. eine knotige Schwellung auf der Oberfläche eines Körpers oder Organs. Diese kann als normale Oberflächenstruktur vorhanden sein, etwa als knotige Strukturen auf der Körperoberfläche einiger Wale, oder als Zeichen einer Entzündung oder einer anderen pathologischen Oberflächenveränderung entstehen. Als anatomisches Merkmal von Zähnen, Knochen oder anderen Strukturen wird ein Tuberkel als Tuberculum bezeichnet, z. B. Tuberculum dentis oder Tuberculum cuneatum. In der Pathologie werden knötchenförmige Gewebeveränderungen, so genannte Granulome, ebenfalls als Tuberkel bezeichnet, insbesondere bei der Tuberkulose.

## Windkraftanlagen
Bei Rotoren von Windkraftanlagen wird ebenfalls erprobt, die Flügelvorderkanten teilweise mit kleinen Erhebungen zu versehen. Ziel ist es dabei, Verwirbelungen und damit Strömungsabrisse zu verringern, um Lasten zu reduzieren und die Haltbarkeit der Rotorblätter zu erhöhen. Zudem verringern sich die Schallemissionen in Form von Zischgeräuschen. Diese Erhebungen werden ebenfalls Tuberkel genannt.